# 艾力士·古登
亞歷山大·喬納森·古登（Alexander Jonathan Gordon、1984年2月10日—），為美國職棒大聯盟的外野手，生涯14年皆效力於堪薩斯市皇家。

## 大聯盟以前
高中時代就讀内布拉斯加州林肯市Lincoln Southeast High School，打棒球的成績是.483打擊率、25支全壘打及112個打點。
2005年選秀會中被皇家隊在第二輪選走他，兩年內效力2A球隊Wichita Wranglers，更於2006年球季贏得德州聯盟最有價值球員及棒球美國最有價值小聯盟球員獎。

## 大聯盟時代
在2007年大聯盟登場前，有評論與皇家隊名人堂三壘手喬治·布列特比較。他的首支安打在4月5日對波士頓紅襪新秀松坂大輔取得，亦是松坂在大聯盟中第一支被安打的記錄。4月10日對多倫多藍鳥擊出第一支全壘打。球季結束後打擊率為.247，另外亦有14支全壘打及36支二壘安打。
堪薩斯皇家隊以四年7200萬的價碼從自由市場簽回外野手Alex Gordon。

## 外部連結
- 艾力士·古登在美國職棒（英语）
- 艾力士·古登在Baseball-Reference.com（大聯盟）（英语）
- 艾力士·古登在Baseball-Reference.com（小聯盟以及海外聯盟）（英语）
- 艾力士·古登在ESPN（MLB）（英语）
- 艾力士·古登在FanGraphs.com（英语）
- 艾力士·古登在The Baseball Cube（英语）